# 泛用人型少女·百式
《泛用人型少女·百式》是由原田重光擔任原作、萩尾信人作畫的日本漫畫作品，於白泉社青年漫畫雜誌《Young Animal》連載。話數編號使用「TYPE-」。
繁體中文版單行本由東立出版社發行，香港由東立香港發行。日文版和港版單行本封面均有圓形「NO RECYCLE!!」標誌，表示情趣娃娃不可資源回收；台版單行本封面則變成圓形「18限」標誌，標示為限制級漫畫。
2006年12月，被神奈川縣廳依《神奈川縣青少年保護育成條例》指定為有害圖書。
2009年發行廣播劇CD版；以及宣佈改編真人電影，最後並未上映。

## 劇情簡介
泛用人型情趣娃娃由里亞百式與男大學生久保瞬介同居的生活喜劇。充斥著成人話題笑點的漫畫作品。

## 人物介紹
譯名以東立版單行本為準。「声」指广播剧CD的声优，「演」指真人版的演員。

### 情趣娃娃
由亞百式（ユリア100式）声：喜多村英梨演：藤井雪莉
秋葉步博士於20XX年開發的新型性愛娃娃，通稱為「由里亞」（ユリア），三圍是B88W52H86，擁有巨乳、雙馬尾金髮的笨手笨腳少女。对最初拟性交對象的性器會产生記憶效应，之後就成為他的終生性奴。因為厭惡秋葉博士而逃離秋葉研究所，在街上遇上了久保瞬介，被瞬介收留而開始同居生活。她雖然不想變成性奴，但因為原始設計的關係，腦子跟身體都離不開性，每天都在本能與理智之間掙扎不休。諧音跟類似性相關的物體（例如沐浴乳外形與精液相似）都會引起性幻想，多次襲擊瞬介都被擊退。
由亞3式（ユリア3式）
秋葉研究所內的一塊蒟蒻，是由里亞系列的祖先。
由亞28式（ユリア28式）
充氣式情趣娃娃，在秋葉博士的演講跟單行本的卷末短篇有登場。
由亞105式（ユリア105式）声：伊藤静
秋葉博士開發的由里亞系列後繼型，通稱為「茱莉亞」（ジュリア），三圍是B95W54H92。各項性能比由里亞百式更強的黑髮美女。同樣逃離秋葉研究所，曾想與由里亞百式爭奪瞬介但作罷，以大型人偶的身份寄宿在良夫家。堅持自己是「愛情娃娃」（ラブドール，和制英语love doll，较性愛娃娃（ダッチワイフ，和制英语Dutch wife）更精緻特化的類型）。在良夫滿十八歲時與良夫拟性交，成為良夫專用性愛娃娃，是唯一有主人的性愛娃娃。
由亞108式（ユリア108式）声：后藤麻衣
幼女體型的由亞系列新型性愛娃娃，第27話登場，通稱為「小由由」（ユリン），可依照使用者的愛好調教成自己喜歡的類型與體型，體型初期設定為身高152cm、B70W54H68。同樣逃離秋葉研究所，寄宿在山本一平家。個性腹黑。
由亞1000式（ユリア1000式）
由亞系列最新型性愛娃娃，全身以矽膠製成，可自由變換外形。秋葉博士給由里亞1000式安裝心智程式時失敗，由里亞1000式不會像百式、105式或108式那樣有感情，所以秋葉博士說由里亞1000式只不過是處理性慾的機器而已。
露西MkⅡ（ルーシーMarkII）
美国硅谷所产的性爱娃娃，由秋葉博士的前研究夥伴開發，通稱為「露西」（ルーシー），可與不特定多數人性愛。认为由里亞系列是自己的竞争对手。到了日本后，被金田國彥發掘为偶像藝人，活跃於演藝圈，但只想做AV女優。由於是為歐美市場開發的性爱娃娃，有強烈的個人主義，經常對國彥嘮叨。
露西Mk3.5（ルーシーMark3.5）
露西MkⅡ的妹妹，第56話登場，通稱為「露伊」（ルーイ）。制作者本想同时制作女性的MkⅢ和男性的MkⅣ，但是因为预算不足，只好把MkⅢ的上半身和MkⅣ的下半身组成露西Mk3.5；露西Mk3.5因此成了雙性人，但仍只對男性有興趣。由於她的平胸，一般人很難察覺她是女性。她到了日本以后，住在中森薰家里。
曾想以下半身侵犯由里亞105式，但被由里亞105式擊退。
由亞百式量產型
由亞百式的廉價版，只在單行本的卷末短篇登場。
由亞百式mini（ユリア100式mini）
由亞百式的縮小版，只在單行本的卷末短篇登場，身高只有10公分。

### 人类
久保瞬介（久保瞬介）声：日野聰演：榊原順
白泉大學的男學生，喜歡摔角，性器尺寸大於日本男人性器平均尺寸。幫助由里亞百式之後就一起同居，會本能地使用格鬥技招式(多為摔角招式)，常以格鬥技招式制止由里亞百式的脫序行為。已有未婚妻中村瑪麗亞。在最終話中與瑪麗亞移居荷蘭並結婚，但不久之後因「性不協調」離婚並搬回日本。
秋葉步（秋葉歩）声：藤原啓治演：吉岡睦雄
開發由亞系列的科學家，生體科學的權威，秋葉研究所所長，外貌與碇源堂神似，一次又一次妄想使用人類最尖端科技來滿足性慾，是個變態。由里亞百式誕生時，他就向由里亞百式說，開發她的動機純粹是為了滿足性慾。在由里亞系列之外，他還發明了解讀男人性器意志的翻譯機「鳥語機」。曾因裸奔被警察逮捕。
中村瑪麗亞（中村まりあ）声：小清水亚美演：糸矢舞衣
瞬介的未婚妻，不知世事的千金小姐。手執一把招牌陽傘，陽傘隨時可變為兇器，常刺在被刺者額頭。外貌與由里亞百式有點神似，故多次被由里亞百式冒名頂替（在倒數第二話中則被由里亞1000式冒名頂替）而無法在日本平靜生活，在最終話中與瞬介移居荷蘭並結婚，但不久之後因無法克服自己對瞬介的大尺寸性器的畏懼（即最終話中瞬介所稱「性不協調」）而離婚。
良夫声：阪口大助
有錢人的小孩，人偶狂，擁有非常豐富的人偶收藏，也會做人偶。初登場時未滿十八歲，漫畫第十集已滿十八歲。與母親同住，父親因工作緣故經常不在家。在由里亞百式前來擔任家庭教師時愛上由里亞百式，但被由里亞百式回絕，轉而把由里亞105式帶回家，還給由里亞105式穿上女僕裝。滿十八歲時，知道由里亞105式是性愛娃娃，但反而覺得高興，更與由里亞105式拟性交，成為由里亞105式的主人。被由里亞1000式證實有戀母情結。
良夫的媽（良夫ママ）声：勝生真沙子
良夫的母親，38歲。
山本一平（山本一平）声：近藤孝行
白泉大學四年級的男學生，21歲，志願是成為小學男老師。與由里亞108式同居。
中森薰（中森薫）
高中三年級的女學生，與露伊同居。对BL很有兴趣，家裡藏了一大堆自己寫的BL小說。
橫山明（横山明）声：楠見尚己演：宇野祥平
瞬介打工的超級市場的店長，是個中年禿頭男。常把情婦帶進店裡，再把自己與情婦性交的照片投稿雜誌。在業餘摔角比賽中擔任裁判。
冰川光秀（氷川光秀）声：安元洋貴
白泉大學摔角社社長。被露伊看上。
川田
瞬介的朋友。
小川
瞬介的朋友。
金田國彥（金田国彦）
演藝經紀公司的經紀人，24歲，因夢想與偶像藝人一起生活而投入演藝經紀公司。在街上發掘露西，將露西打造為知名藝人。與露西同居，曾在露西要求下幫她口交。
下山老師（下山先生）
知名攝影師，曾為多名當紅藝人拍過照片。
解說声：四宮豪
在廣播劇版解說由里亞系列情趣娃娃使用手冊。

## 出版書籍
| 冊數 | 白泉社         | 白泉社                 | 東立出版社     | 東立出版社             |
| 冊數 | 發售日期       | ISBN                   | 發售日期       | ISBN                   |
| ---- | -------------- | ---------------------- | -------------- | ---------------------- |
| 1    | 2006年8月29日  | ISBN 4-592-14401-5     | 2007年8月20日  | ISBN 978-986-10-0057-2 |
| 2    | 2006年11月29日 | ISBN 4-592-14402-3     | 2007年10月29日 | ISBN 978-986-10-0058-9 |
| 3    | 2007年3月29日  | ISBN 978-4-592-14403-8 | 2008年2月21日  | ISBN 978-986-10-0059-6 |
| 4    | 2007年7月27日  | ISBN 978-4-592-14404-5 | 2008年3月18日  | ISBN 978-986-10-0359-7 |
| 5    | 2007年12月20日 | ISBN 978-4-592-14405-2 | 2008年6月26日  | ISBN 978-986-10-1207-0 |
| 6    | 2008年3月28日  | ISBN 978-4-592-14406-9 | 2008年7月31日  | ISBN 978-986-10-1627-6 |
| 7    | 2008年6月27日  | ISBN 978-4-592-14407-6 | 2008年12月9日  | ISBN 978-986-10-2099-0 |
| 8    | 2008年10月29日 | ISBN 978-4-592-14408-3 | 2009年3月24日  | ISBN 978-986-10-2733-3 |
| 9    | 2009年3月27日  | ISBN 978-4-592-14409-0 | 2009年9月8日   | ISBN 978-986-10-3551-2 |
| 10   | 2009年7月29日  | ISBN 978-4-592-14410-6 | 2010年1月21日  | ISBN 978-986-10-4139-1 |
| 11   | 2009年11月27日 | ISBN 978-4-592-14651-3 | 2010年6月28日  | ISBN 978-986-10-4895-6 |
| 12   | 2010年3月29日  | ISBN 978-4-592-14652-0 | 2010年10月19日 | ISBN 978-986-10-5477-3 |

## 外部連結
- 官網（日語）
- 「Greens」作者官方HP （页面存档备份，存于）（日語）
- （页面存档备份，存于）